# Victoire Thierrée
Victoire Thierrée est une sculptrice, photographe et vidéaste française née en 1988. Elle s'inspire pour ses créations des technologies utilisées par l'homme pour pallier ses limites dans les milieux extrêmes — militaire, survie, etc. — et de leurs liens avec la nature.

## Biographie
Victoire Thierrée, née en 1988, étudie la photographie à l'école des Gobelins puis poursuit sa formation aux Beaux-Arts de Paris dont elle sort diplômée en 2014. Un parcours de recherche sur le mouvement Experiment in Art & Technology en 2020 vient compléter ses études. Elle vit et travaille à Paris.
Elle puise son inspiration dans les techniques et la violence sous-jacente du monde militaire,, : sculptures métalliques évoquant les formes à la fois agressives et fluides des avions furtifs, photographies et vêtements basés sur des techniques de camouflage, etc. Elle s’intéresse aux technologies utilisées par l’homme dans les contextes militaires extrême de défense et de survie et aux stratégies sous-jacentes. La fréquentation des milieux proches des forces armées, habitués au secret, l’a amenée à penser l’infiltration comme une pratique artistique.
Les métaux — elle s'est formée à la chaudronnerie —, le carbone, les textiles techniques, les fils de céramiques sont les matières premières principales de ses œuvres sculpturales.
Elle intervient en 2017 dans le cadre du colloque Art et camouflage pour une conférence sur la peinture et le camouflage dans l’aéronautique militaire depuis 1914.
En 2019 Victoire Thierrée est finaliste de la 6e édition de la bourse Révélation Emerige, et reçoit une bourse pour une résidence artistique à Belgrade.
Elle suit en 2020 en tant qu’auditrice le programme de formation des officiers supérieurs des armées françaises dispensé par l’École de Guerre, une première pour une artiste.
Dans le cadre d’une bourse du Centre national des arts plastiques elle conduit en 2021 un projet sur les ballons-bombes que l'armée japonaise avait mis au point pour atteindre les cotes américaines pendant la Seconde Guerre mondiale, et sur les bases américaines à Okinawa où son travail photographique s'attarde sur les contrastes entre la nature sauvage et la présence militaire.
En 2023 le Centre national d'études spatiales l'invite à exploiter ses archives et ses laboratoires de Toulouse pour un projet intitulé Journée de travail et consacré aux astromobiles ; en découle une exposition éphémère, Avec l'espace. Toujours en collaboration avec le CNES, elle réalise  en 2024 une sculpture cubique en acier poli — une forme qui renvoie au monolithe de La Mélancolie (1514) d'Albrecht Dürer et du Cube (1933) d'Alberto Giacometti — qu'un ballon stratosphérique emporte à quelque 30 kilomètres d'altitude : sous l'effet des variations de pression atmosphérique l'objet se déforme et une fois revenue sur Terre conserve définitivement les stigmates de son vol,,. L'œuvre finale, intitulée Caillou, résulte ainsi d'une collaboration entre l'artiste et le milieu spatial. Elle est présentée à Paris en mars 2025, au Cabinet d'art extra-terrestre avant de rejoindre la collection de l'Observatoire de l’Espace déposée au musée des Abattoirs à Toulouse.   
Sélectionnée pour intégrer en 2023 la deuxième promotion de la Villa Albertine, le programme de résidences culturelles aux États-Unis du ministère français des Affaires étrangères,, elle mène sa quête artistique, initialement centrée sur le premier avion furtif de l’armée américaine (le F-117) vers les bibliothèques de différents instituts américains comme le Massachusetts Institute of Technology, le Smithsonian ou le Getty Center. À l'issue, l'Albertine Foundation, l’Académie des Beaux-Arts et l’Institut français la sélectionnent en avril 2024 pour une bourse attribuée à son projet de confrontation des arts visuels et de l'histoire militaire des États-Unis au Japon.  
Les fruits de ce projet sont présentés au public lors de son exposition personnelle Okinawa!! à la Collection Lambert d’Avignon au printemps suivant, accompagnés de sa série de sculptures en verre intitulée め / me (« yeux » en japonais), inspirée par le roman Mourir pour la patrie d'Akira Yoshimura. Réalisées en 2025 au Centre international de recherche sur le verre de Marseille, elles figurent des yeux exorbités par les horreurs de la guerre.  
Victoire Thierrée publie à cette occasion sa première monographie, Okinawa!!, qui réunit 56 photographies en noir et blanc inspirées des travaux du photographe Shōmei Tōmatsu et du botaniste Egbert H. Walker, évocations de la résistance de la flore face à la violence de la guerre et du contraste entre la présence militaire américaine à Okinawa et la végétation luxuriante de l'île,.  

## Œuvres représentatives
- Série Nose, inspirés de becs d'avions furtifs, métal ;
- Série Tails, queues (ou fouets), fils de céramique ;
- Série Don't Get Caught in the Dark, photographies par caméra militaire infrarouge ;
- Form Follows Function, vidéo (2014) ;
- Birds of Prey, court métrage (2018)[27],[28], produit par Jonas Films ;
- Sans Lune, court métrage (2021)[29], produit par Jonas Films ;
- Caillou, sculpture, acier poli façonné par un voyage dans la stratosphère[18].

### Ouvrages
- Patrice Alexandre, Patricia Ribault, Gilles Aubagnac, Didier Semin et Victoire Thierrée, Art et camouflage, Beaux-Arts de Paris éditions, 2019 (ISBN 978-2-84056-611-3, lire en ligne)[30] ;
- Okinawa!!, RVB Books, 15 avril 2025, 120 pages, 56 photographies en noir & blanc (ISBN 9782492175572)[26].

## Principales expositions

### Expositions personnelles
- 2012 : Under control, Centre culturel André Malraux, Le Bourget, France ;
- 2017 : Lisser l'espace, La Générale, Paris[31] ;
- 2023 : Crashed, La Maison de rendez-vous, Bruxelles[32] ;
- 2023 : Chasseur-cueilleur, The Green Gallery, Milwaukee[33] ;
- 2025 : Okinawa!!, Musée d'art contemporain, Collection Lambert, Avignon[23] ;
- 2025 : Project Room, galerie Suzanne Tarasiève, Paris[34].

### Autres
- 2014 : Natures Mortes, Galerie rueVisconti, Paris ;
- 2017 : Newwwar, Bandjoun Station, Bandjoun, Cameroun[35] ;
- 2018 : Lévitations, Biennale des imaginaires numériques, Friche Belle de Mai, Marseille[36] ;
- 2018 : La règle du Jeu, Les Grandes Serres, Pantin, France ;
- 2018 : Don't get caught, 76,4 (vitrine de l'atelier de Michel François), Bruxelles ;
- 2018 : Blob!, Paris[37],[38] ;
- 2019 : 100% L'EXPO, La Grande Halle de la Villette, Paris ;
- 2019 : Biennale des imaginaires numériques, Le Liberté scène Nationale, Toulon ;
- 2021 : Prismatiques, stratégie des petites faces, CRAC 19, Montbéliard
- 2021 : Une moraine d'objets, Palais des Beaux Arts de Paris[39] ;
- 2021 : FOMECBOLT, ancienne gare de Reuilly[40] ;
- 2021-2022 : biennale Nova_XX Pantopie et Métastabilité, centre Wallonie-Bruxelles de Paris[41],[42] ;
- 2023 : Atlas chimérique, galerie Talmart, Paris[13] ;
- 2023 : Avec l'espace, Observatoire de l'espace du CNES, Paris[15] ;
- 2025 : Cabinet d'art extra-terrestre, Observatoire de l'espace du CNES, Paris[19].